# Fleury-la-Montagne
Fleury-la-Montagne è un comune francese di 642 abitanti situato nel dipartimento della Saona e Loira nella regione della Borgogna-Franca Contea.

## Società

### Evoluzione demografica
Abitanti censiti